# Francisco de Miranda (Guárico)
Francisco de Miranda é um município da Venezuela localizado no estado de Guárico.
A capital do município é a cidade de Calabozo.